# اوگوست گودینه
اوگوست گودینه (فرانسوی: Auguste Godinet‎; ۳۰ ژانویه ۱۸۵۳ – ۱۹۳۶) قایقران قایق بادبانی اهل فرانسه بود.